# Crystal Yu
Crystal Yu es una actriz de teatro, cine y televisión británica de Hong Kong. Interpretó a Lily Chao en el drama médico británico de la BBC Casualty del 2013 al 2017.

## Vida y carrera
Yu, nacida en Hong Kong, llegó a Londres a la edad de 11 años cuando le ofrecieron un lugar en la Escuela de Danza y Artes Escénicas de Elmhurst (anteriormente conocida como Escuela de Ballet de Elmhurst).
Además de actuar en teatro, cine y televisión, dedica su tiempo libre a trabajar en estrecha colaboración con la Royal Academy of Dance y la Jack Petchey Foundation, llevando programas de danza a escuelas secundarias, escuelas con necesidades educativas especiales y unidades de referencia de alumnos. Yu habla cantonés, mandarín e inglés con fluidez.
En 2016, Yu fue nominada al premio Actriz Femenina del Año en los Premios BEAM, una organización que celebra el talento minoritario, por su papel de la Dra. Lily Chao. Después de cuatro años en Casualty, Yu dejó el papel y su último episodio se transmitió el 4 de noviembre de 2017.
En 2022 apareció en episodios de Doctor Who y The Sandman de Neil Gaiman. Al año siguiente apareció como la Sra. Cheng en otro proyecto de Gaiman, Good Omens.

## Filmografía

### Televisión
| Año       | Título          | Papel              | Notas                                |
| --------- | --------------- | ------------------ | ------------------------------------ |
| 2003      | Dream Team      | Mei                | Episodio: "Chinese Takeaway"         |
| 2007      | Diamond Geezer  | Ping               | 1 episodio                           |
| 2010      | Casualty        | Mingmei Ducheng    | Episodio: "The Enemy Within"         |
| 2010      | Spirit Warriors | Jiao               | Episodio: "The Snake Spirit"         |
| 2013–2017 | Casualty        | Lily Chao          | Protagonista                         |
| 2019      | Chimerica       | Mary Chang         | Episodio: "Gray Areas"               |
| 2019      | Keeping Faith   | Dra. Sarah Collins | 1 episodio                           |
| 2020      | Soulmates       | Lenora             | Episodio: "Watershed"                |
| 2022      | Silverpoint     | Charlotte          | 2 episodios                          |
| 2022      | Doctor Who      | Ching Shih         | Episodio: "Legend of the Sea Devils" |
| 2022      | The Sandman     | Jackie             | Episodio: "Imperfect Hosts"          |
| 2023      | Good Omens      | Sra. Cheng         | 2 episodios                          |

### Cine
| Año  | Título                             | Papel                     | Notas        |
| ---- | ---------------------------------- | ------------------------- | ------------ |
| 2008 | Car Jack                           | Cantante de club          | Cortometraje |
| 2010 | Shanghai                           | Lili                      |              |
| 2011 | Will                               | Lectora de noticias china |              |
| 2017 | Tossing Myself Off                 | Agente Galaxy             | Cortometraje |
| 2017 | Another Man's Shoes                | Portera de cocina         | Cortometraje |
| 2019 | Weave Wars                         | Arcadia                   |              |
| 2019 | Barney                             | Mujer                     |              |
| 2019 | A Christmas Prince: The Royal Baby | Lynn                      |              |
| 2021 | Dancing Through the Shadow         | Chun                      |              |
| 2021 | Permission                         | Rebecca                   | Cortometraje |
| 2022 | Deus                               | Tez Turreau               |              |
| 2023 | The One Note Man                   | Conductora                | Cortometraje |
| 2024 | Sunrise                            | Yan Loi                   |              |